# Journal of Chemometrics
Das Journal of  Chemometrics, abgekürzt J. Chemometr., ist eine wissenschaftliche Fachzeitschrift, die vom Wiley-Blackwell-Verlag veröffentlicht wird. Die erste Ausgabe erschien im Jahr 1987. Derzeit (2014) erscheint die Zeitschrift mit sechs Ausgaben im Jahr. Es werden Artikel veröffentlicht, die sich mit chemometrischen Fragestellungen beschäftigen.
Der Impact Factor lag im Jahr 2019 bei 1,633. Nach der Statistik des ISI Web of Knowledge wird das Journal mit diesem Impact Factor in der Kategorie analytische Chemie an 62. Stelle von 86 Zeitschriften, in der Kategorie Automation und Kontrollsystem an 40. Stelle von 63 Zeitschriften, in der Kategorie Computerwissenschaft und künstliche Intelligenz an 87. Stelle von 137 Zeitschriften, in der Kategorie Instrumente und Instrumentation an 36. Stelle von 64 Zeitschriften, in der  Kategorie Mathematik, interdisziplinäre Anwendungen an 53. Stelle von 106 Zeitschriften und in der Kategorie Statistik und Wahrscheinlichkeit an 40. Stelle von 124 Zeitschriften geführt.